# Haplolabida monticolata
Haplolabida monticolata là một loài bướm đêm trong họ Geometridae.